# Jeriken
Jeriken är en sjö i Strömsunds kommun i Jämtland och ingår i Ångermanälvens huvudavrinningsområde. Sjön har en area på 0,411 kvadratkilometer och ligger 582,3 meter över havet. Jeriken ligger i Frostvikenfjällen Natura 2000-område. Sjön avvattnas av vattendraget Storån (Risedeån).

## Delavrinningsområde
Jeriken ingår i det delavrinningsområde (716654-143264) som SMHI kallar för Utloppet av Jeriken. Medelhöjden är 721 meter över havet och ytan är 4,62 kvadratkilometer. Det finns ett avrinningsområde uppströms, och räknas det in blir den ackumulerade arean 11,32 kvadratkilometer. Storån (Risedeån) som avvattnar avrinningsområdet har biflödesordning 3, vilket innebär att vattnet flödar genom totalt 3 vattendrag innan det når havet efter 310 kilometer. Avrinningsområdet består mestadels av skog (48 procent) och kalfjäll (41 procent). Avrinningsområdet har 0,41 kvadratkilometer vattenytor vilket ger det en sjöprocent på 8,9 procent.